# Sarayuth Chaikamdee
Sarayuth Chaikamdee (Khon Kaen, 24 settembre 1981) è un ex calciatore thailandese, di ruolo attaccante.

## Caratteristiche tecniche
Era una punta centrale.

## Carriera

### Club
Ha cominciato a giocare al Royal Thai Air Force. Nel 2000 è stato acquistato dal Port. Nel 2005, dopo aver giocato al Nam Định, è passato al Bình Định. Nel 2007 è tornato al Port. Nel 2008 si è trasferito all'Osotspa Saraburi. Nel 2010  è passato al Port. Nel 2011 è stato acquistato dal Bangkok Glass. Nel 2012 ha prima giocato nell'Army Utd, per poi trasferirsi al Bangkok. Nel 2013, dopo aver giocato al BEC Tero Sasana, si è trasferito al Samut Songkhram. Nel 2014 ha giocato per il Sisaket. Nel 2015 si è trasferito all'Air Force Central. Nel 2016 è passato al Khon Kaen. Ha concluso la propria carriera nel 2017, dopo aver militato nel Chainat.

### Nazionale
Ha debuttato in Nazionale il 16 febbraio 2003, nell'amichevole Thailandia-Corea del Nord (2-2), gara in cui ha siglato la rete del momentaneo 1-0 al minuto 27. Ha partecipato, con la Nazionale, alla Coppa d'Asia 2004. Ha collezionato in totale, con la maglia della Nazionale, 46 presenze e 30 reti.